# Neuhaus am Rennweg
Neuhaus am Rennweg är en stad i Landkreis Sonneberg i förbundslandet Thüringen i Tyskland.
Staden ingår i förvaltningsgemenskapen Neuhaus am Rennweg tillsammans med kommunen Goldisthal.